# Major Davel (bateau à vapeur)
Pour l’article homonyme, voir Abraham Davel.
La Major Davel est un bateau de la Compagnie générale de navigation sur le lac Léman (CGN), mis en service en 1892 et hors service en 1968, vendu comme clubhouse en 1970 et démoli en 1990. C'est un bateau à vapeur et à roues à aubes.

## Historique

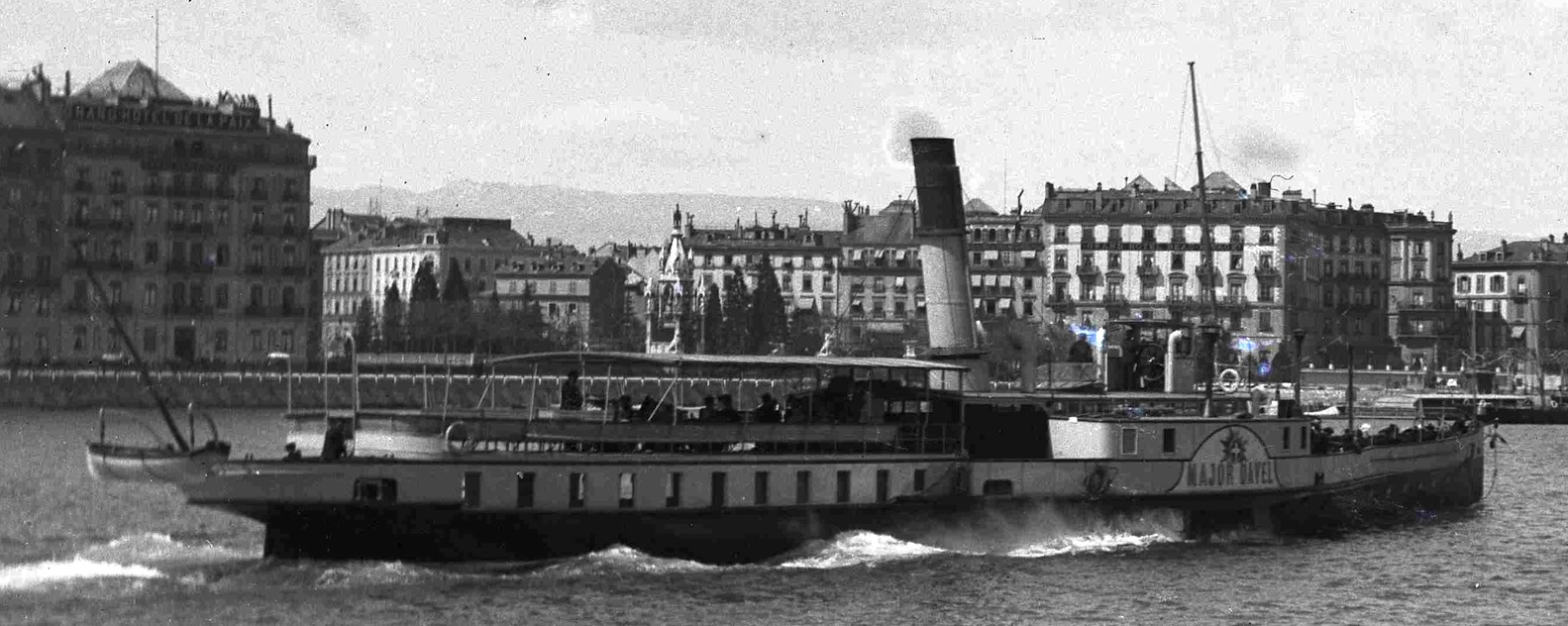
Le bateau à aubes Major Davel (1892-1967)

C'est en 1887 que naquit l'idée de la construction de ce bateau. Avec le développement du chemin de fer autour du lac Léman, la direction de la Compagnie générale de navigation sur le lac Léman CGN voulait un bateau rapide et améliorer également son horaire ainsi que des liaisons directes.
Par rapport aux 18 autres bateaux de l'époque, il leur fallait un bateau plus grand et plus puissant, mais dans l'urgence, pour répondre aux besoins du service, la direction se décida pour un bateau de grandeur moyenne, semblable à L'Aigle III. Comme les autres constructeurs de bateaux de l'époque, la maison Sulzer Frères à Winterthur et la maison Maffei à Munich, ne pouvaient répondre à la demande de la CGN, cette dernière s'adressa, comme pour tous ses autres bateaux, à la maison Escher Wyss, pour la partie en fer, tous les travaux de boiserie incombant à la CGN.
La construction du bateau débuta à Zurich en septembre 1891 et le 13 septembre 1892, ayant à son bord la Commission vaudoise de navigation, le bateau mit à l'eau à Ouchy, fit une course d'essai sur Évian. Malheureusement, par suite d'un épais brouillard qui est tombé sur le lac, le bateau vint s'échouer sur l'enrochement du quai d'Évian. Malgré l'endommagement de sa proue, le Major Davel put rentrer à Ouchy (Lausanne) pour être réparé. Huit jours plus tard, une nouvelle course d'essai a été effectuée en direction de Genève. 
Les autorités délivrèrent le permis de navigation, fixant le nombre de passagers à 700. Le Major Davel put entrer en service régulier le 1er octobre 1882. En 1910, ses chaudières étant fatiguées, il fallut le retirer  temporairement du service pour placer de nouvelles, fournies par Sulzer Frères. On profita de cet arrêt en 1911, pour le moderniser, allonger sa coque de 3,15 mètres et l'élargir de 20 cm.
Durant l'hiver 1926 - 1927, le bateau fut l'objet d'un renouvellement complet de ses superstructures et on ajouta un fumoir sur le pont des premières. Celui-ci fut reboisé et meublé à neuf. En 1937, les chaudières subirent une nouvelle réfection complète. Le bateau sera complètement immobilisé de 1939 à 1948, en raison de la guerre.
De 1955 à 1964, il fut presque exclusivement utilisé comme bateau de croisière et de cure pour la Société des Eaux d'Évian.
En 1964, les chaudières furent équipées du chauffage à mazout et a continué à naviguer, malgré sa semi-retraite jusqu'en 1967. Il fut ensuite vendu comme clubhouse à Port-Ripaille en 1970, avant de finir à l'état d'épave dans le port de Thonon, complètement vandalisé. On le ramena en Suisse à Ouchy pour le démolir en 1990. Son démantèlement débuta le 28 août 1990 au chantier de la Rhôna au Bouveret, par la société Thévenaz-Leduc SA.
Dans le film Satanik de Piero Vivarelli, sorti en 1968, des scènes ont été tournées à bord du Major Davel qui faisait alors la navette Genève-Yvoire.